# Wojciech Józef Skarszewski
Wojciech Józef Skarszewski herbu Leszczyc (ur. 10 listopada 1743, zm. 12 czerwca 1827 w Warszawie) – biskup rzymskokatolicki, biskup diecezjalny chełmski w latach 1791–1805, biskup diecezjalny lubelski w latach 1805–1824, arcybiskup metropolita warszawski i prymas Królestwa Polskiego w latach 1824–1827, pisarz wielki koronny, podkanclerzy koronny.

## Życiorys
Pełnił funkcję sekretarza Rady Nieustającej w 1788. Był członkiem konfederacji Sejmu Czteroletniego. Sprzeciwiał się konstytucji 3 maja, został konsyliarzem konfederacji targowickiej i jako jeden z nielicznych senatorów duchownych wziął udział w sejmie rozbiorowym grodzieńskim w 1793. Na sejmie grodzieńskim w 1793 został mianowany przez króla Stanisława Augusta Poniatowskiego członkiem deputacji do traktowania z posłem rosyjskim Jakobem Sieversem. Podczas sejmu agitował za ratyfikacją traktatów rozbiorowych. Z ramienia konfederacji targowickiej mianowany został w 1793 członkiem Komisji Edukacyjnej Koronnej. Był członkiem konfederacji grodzieńskiej 1793 roku. 22 lipca 1793 podpisał traktat cesji przez Rzeczpospolitą ziem zagarniętych przez Rosję, a 25 września cesji ziem zagarniętych przez Prusy w II rozbiorze Polski. Sejm grodzieński (1793) nominował go do Komisji Edukacji Narodowej. Zwalniał z przysięgi na wierność Konstytucji 3 maja. W czasie insurekcji kościuszkowskiej został aresztowany i 11 września 1794 skazany przez Sąd Kryminalny Wojskowy na karę śmierci. Uniknął szubienicy dzięki osobistej interwencji nuncjusza papieskiego Laurentiusa Litty i nakłonionego do tego przez króla, prawicę i Radę Najwyższą Narodową Tadeusza Kościuszkę (wywołało to oburzenie wśród jakobinów).
Od 1806 był biskupem lubelskim, a od 4 września 1823 był wikariuszem kapitulnym archidiecezji warszawskiej. W dniu 11 lipca 1824 został prekonizowany na arcybiskupa metropolitę warszawskiego. Jednocześnie był prymasem Królestwa Polskiego.
W Królestwie Polskim został senatorem i jako obrońca nierozerwalności małżeństwa przyczynił się w 1820 do upadku ministra oświecenia publicznego Stanisława Kostki Potockiego.
Biskup zdawał się tolerować na swym terenie szerokie wpływy wolnomularstwa. Wydaje się, że nawet w roku supresji zakonów skłonny był współpracować z władzami w sprawach skarg masonów na potępiających ich księży. W końcu jednak przywołał bullę Klemensa XII z 1738, zakazującą katolikom przynależności do masonerii.
Jego szczątki znajdują się w podziemiu archikatedry św. Jana Chrzciciela w Warszawie. W czasach II Rzeczypospolitej wśród lewicowej młodzieży przyjął się zwyczaj zostawiania na jego trumnie sznura szubienicznego.

## Ordery i odznaczenia
- Order Świętego Stanisława (1787)[14].
- Order Orła Białego (1791)[15].